# Concepção (província do Peru)
Concepción é uma província do Peru localizada na região de Junín. Sua capital é a cidade de Concepción.

## Distritos da província
- Aco
- Andamarca
- Chambara
- Cochas
- Comas
- Concepción
- Heroínas Toledo
- Manzanares
- Mariscal Castilla
- Matahuasi
- Mito
- Nueve de Julio
- Orcotuna
- San José de Quero
- Santa Rosa de Ocopa